# بيتر هورفورد
بيتر هورفورد (بالإنجليزية: Peter Hurford)‏‏ (22 نوفمبر 1930 - 3 مارس 2019 ) هو عازف أرغن، وعالم موسيقى من المملكة المتحدة.

## الجوائز
- نيشان الامبراطورية البريطانية من رتبة ضابط

## روابط خارجية
- بيتر هورفورد على موقع IMDb (الإنجليزية)
- بيتر هورفورد على موقع ميوزك برينز (الإنجليزية)
- بيتر هورفورد على موقع أول ميوزيك (الإنجليزية)
- بيتر هورفورد على موقع ديسكوغز (الإنجليزية)